# Hyssia tessellum
Hyssia tessellum là một loài bướm đêm trong họ Noctuidae.